# Christian von Martens

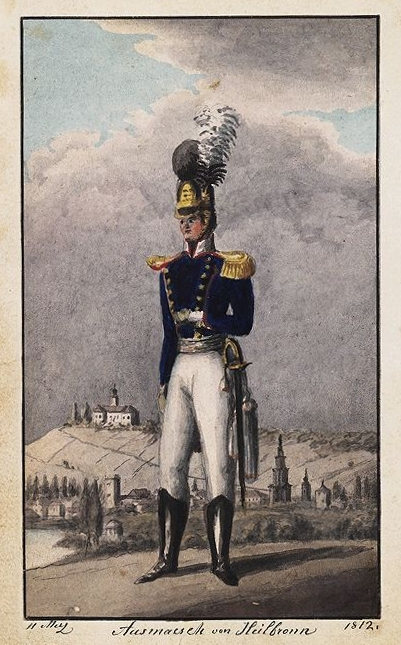
Selbstbildnis vor dem Ausmarsch aus Heilbronn zum Russlandfeldzug (1812)

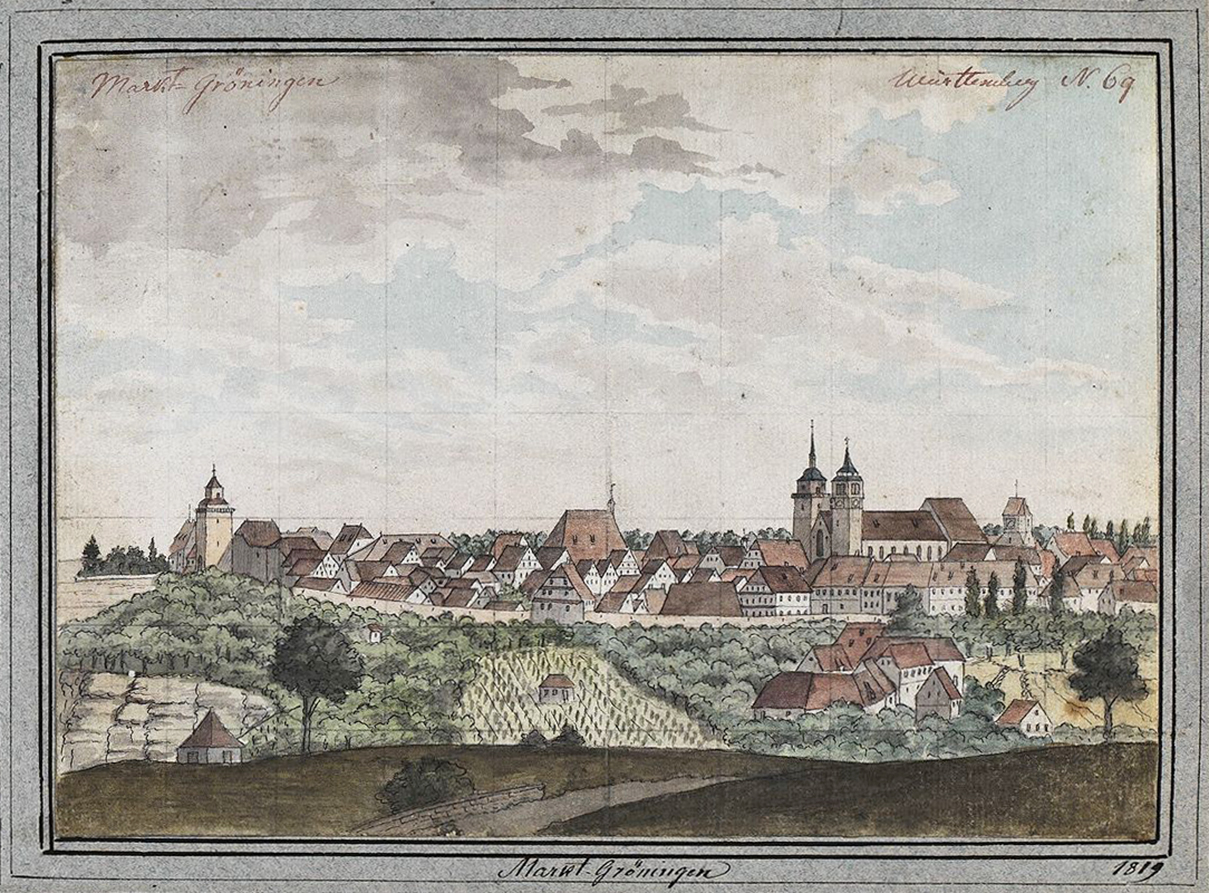
1819 malte Martens Markt-Gröningen

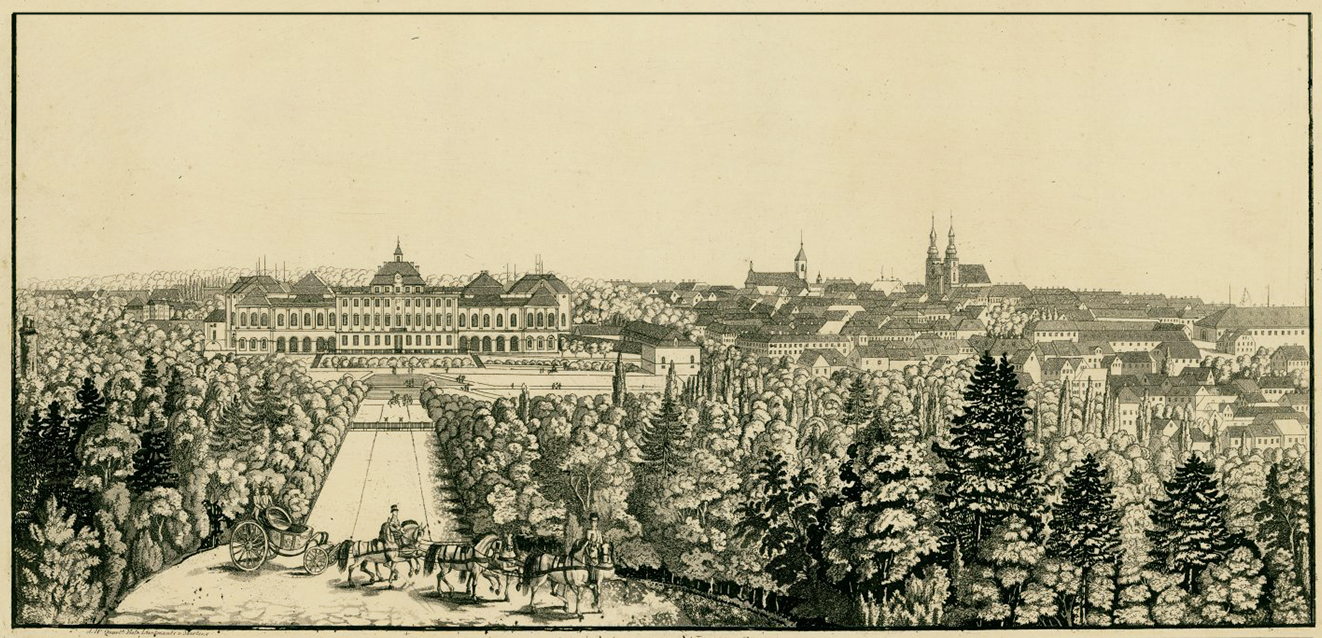
Residenzschloss und Stadt Ludwigsburg von Norden (1820)

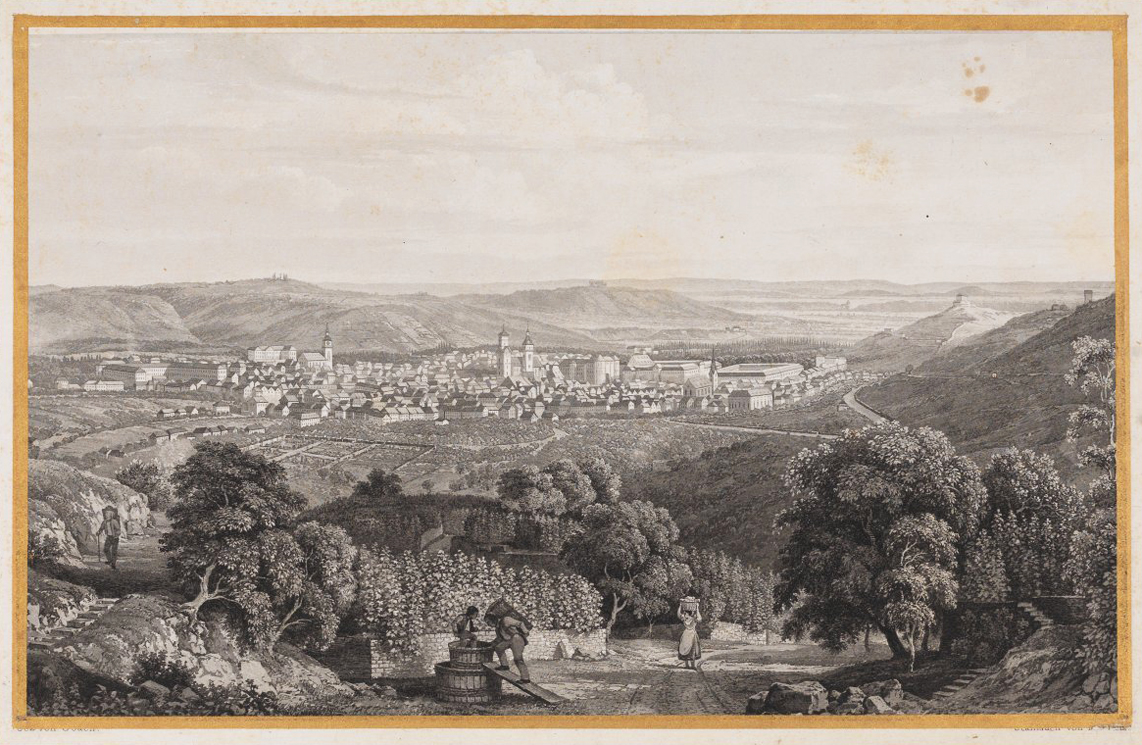
Blick über Stuttgart von Degerloch aus (1850)

Christian Septimus von Martens (* 19. August 1793 auf Gut Miravecchia bei Dolo (Venetien); † 31. Mai 1882 in Stuttgart) war ein Offizier in königlich-württembergischen Diensten, der seine Feldzüge und Privatreisen dokumentierte. So hinterließ er einen umfangreichen Fundus an historisch wertvollen Tagebucheinträgen und Aquarellen von Städten, Landschaften und Uniformen, der heute großteils im Besitz des Hauptstaatsarchivs Stuttgart ist.

## Herkunft und Laufbahn
Martens wurde 1793 als siebter Sohn (daher der Zweitname „Septimus“) von Wilhelm Conrad von Martens (1748–1828), dem königlich-dänischen Generalkonsul in Venedig, und seiner zweiten Ehefrau Margarete von Scheler (1765–1832) auf deren Landgut Miravecchia in der Nähe von Venedig geboren. Im Jahr 1811 folgte Martens wie zuvor sein Bruder Karl dem Beispiel seines Onkels, General Georg von Scheler, und begab sich in den königlich-württembergischen Militärdienst. Ein weiterer Bruder war der Zoologe Georg von Martens.
Kurz vor dem Ausmarsch zum Russlandfeldzug Napoleons wurde Martens am 7. Februar 1812 zum Leutnant befördert. Nach dem überstandenen Russlandfeldzug und dem Sachsenfeldzug von 1813 nahm er als Oberleutnant an den Befreiungskriegen von 1814/15 teil. 1819 wurde er zum Quartiermeisterleutnant, 1820 zum Brigadeadjutanten und 1822 zum Hauptmann befördert. Nachdem er 1844 die Stellung eines Majors erhalten hatte, wechselte er in den Dienst Schleswig-Holsteins, war 1848 Oberstleutnant und stand bis 1849 in badischen Diensten. Nach seiner Versetzung in den Ruhestand 1853 gehörte Martens dem königlich-württembergischen Ehren-Invalidencorps an und war während seines langen Lebensabends in Stuttgart viel auf Reisen.
Am 1. Oktober 1832 heiratete er Pauline Louise Dorothee Lotter, die Tochter des Geheimen Archivrats Christoph Ludwig Friedrich von Lotter, mit der er drei Töchter und zwei Söhne hatte:
- Marina (* 7. August 1833) ⚭ 1858 Peter de Weerth (* 22. Mai 1833; † 1. Mai 1870), Rittergutsbesitzer in Słupowo
- Karl Friedrich Konrad (* 9. Juni 1835), Richter ⚭ Albertine Charlotte Dietrich (* 13. Juni 1848)
- Wilhelm Konrad Friedrich (1837–1838)
- Anna Louise Pauline Franziska (* 26. Oktober 1840) ⚭ Albert Dann, Bankier (* 4. Juni 1837)
- Luise Marie Mathilde (* 24. Dezember 1841)

## Dokumentation von Feldzügen und Reisen
Martens dokumentierte die Feldzüge, an denen er teilnahm, und seine zahlreichen Reisen in Form von Reisetagebüchern, die er häufig mit Aquarellen illustrierte. Zu einigen Reisen legte Martens auch Bilderalben an. Neben Soldatenalltag, Uniformen und Schlachten hielt Martens insbesondere Landschaften, Stadtansichten, Schlösser, Kirchen, Ruinen, Schiffe und Straßenzüge in seinen Illustrationen fest. Die Tagebücher seiner napoleonischen Feldzüge von 1812 und 1813 sind noch zu seinen Lebzeiten veröffentlicht worden. Im württembergischen Umfeld malte er etliche Stadtansichten in größerem Format, zum Beispiel von Heilbronn, Markgröningen, Ludwigsburg und Stuttgart.

## Nachlass
Martens’ Nachlass hat laut Hauptstaatsarchiv Stuttgart „hohen dokumentarischen Wert“. Der nahezu vollständige Nachlassbestand umfasst:
- Allgemeine Tagebücher, 3 Bände.
- Tagebuch vom Russlandfeldzug 1812, 2 Bände, 1862 Band 1 - Russland, Band 2 - Sachsen
- Tagebuch von der Italien- und Rheinreise 1832, 1 Band.
- 20 Uniformzeichnungen, 1 Band.
- Sechs Bilderalben mit vorwiegend Orts- und Landschaftsansichten, meist Aquarelle in realistischer Manier, und einigen Aquarellen von Angehörigen der Familie Martens.
- Einige zum Ausmalen gekaufte Stiche.
- Großformatiger Stammbaum der Familie Lotter[2]
- Zwei großformatige Ölbilder, zwei Aquarelle und drei Porträtfotografien.[3]